# サーキットブレイカー
サーキットブレイカー（英語表記：Circuit Breaker）は、サムソン ・ kilin ・ とにっくの3人がパーソナリティを務めるインターネットラジオ番組。ニコニコ動画で2010年5月5日から2011年6月4日まで全13回配信された。アメーバブログでも遅れて配信していた。

## 概要
同じ地域を拠点に活動する3人のHP管理人が趣味で始めたラジオ番組。放送を10分の時限付きで行っているのが特徴。これは、素人同然の3人がフリートークを行うと、収拾がつかず放送が長引いてしまう事を想定しての処置である。また、一般視聴者がまともに聞いていられるのは10分が限界だろうという政治的判断に起因する。その結果、話が纏まらないまま番組が終了することが多い。
ラジオの進行はトーク担当2人と裏方担当1人で行っている。トークは1人がメインパーソナリティを担当し、もう1人がコーナーを担当する。裏方はタイムキーパーや音響機器の操作などを担当する。各担当は持ち回り制。
ラジオタイトルの由来は、3人のHNの頭文字（サムソンの「サ」、kilinの「キ」、とにっくの「ト」）を使った言葉を模索した末に出てきたもの。遮断器という意味がある事から「〜俺達は殻を破る〜」というサブタイトルをつけていたりするが公にはしていない。命名はサムソン。

## パーソナリティ
- サムソン

HP「TRIEVER SHOW」の管理人。ゲーム好き。不幸体質で彼の周りではネタが尽きない。グループ内での名言は主に彼が生み出す。時折イケメンになるが、周りがいくら言っても本人は決して認めようとしない。
- kilin（きりん）

HP「KILINBOX」の管理人。カメラ（主に風景写真）が趣味。その場の勢いに任せた行動をよくとる。そのせいからか、周りを巻き込むのが得意。たまに音信不通になったりする。
- とにっく

HP「俺的☆好物（いいもん）のすゝめ」の管理人。理想の人物は高田純次。本人は自身を「紳士なエロス」と言っているが誰からも認められていない。周りからはただの「変態」と言われており内心傷ついている。

## 番組構成
番組は大きく分けて3つの構成から成っている。

### オープニング
基本はフリートーク。と言っても、放送回数とパーソナリティの名前紹介程度しかしていない。

### コーナー
コーナーは以下の内容を毎回どれか1つ実施している。どのコーナーを実施するかはコーナー担当の気分次第。
- らじおマスター

ラジオトークを上達させるためのトレーニングメニューに挑戦し、パーソナリティーとしての実力向上を目指すというコーナー
- ゲームレビュー

お勧めゲームを紹介するコーナー
- ネットスラング講座

ネットで生まれた用語を解説を含め紹介するというコーナー
- これ気にコーナー

今気になるモノ、出来事を紹介するコーナー
- つづきはググれ

（収録日から）過去1ヶ月のGoogle急上昇ワード、上位10位から無作為にワードをピックアップし、フリートークをするコーナー
- 心理への探求者

心理テストをしてその結果を面白おかしくお話しするコーナー

### エンディング
こちらも基本はフリートーク。残り時間に応じて自作自演のふつおた（普通のお便り）を読んだり、お便り・コメントの募集をしたりする。
コーナーが長引いてエンディングが無い回もしばしば。